# 3rd Maine Volunteer Infantry Regiment
Das 3rd Maine Volunteer Infantry Regiment war ein Infanterie-Regiment der United States Army während des Amerikanischen Bürgerkrieges.

## Dienstzeit
Das Regiment wurde am 4. Juni 1861 in Augusta, Maine für drei Jahre in Dienst gestellt. Seinen ersten Einsatz hatte es bei der ersten Schlacht am Bull Run am 21. Juli 1861. Bis zu seiner Auflösung am 28. Juni 1864 nahm die Einheit an 25 größeren Gefechten teil. Unter anderem wurde es im Halbinsel-Feldzug, der zweiten Schlacht am Bull Run, in Fredericksburg, in den Gefechten bei Chancellorsville und Gettysburg eingesetzt. Des Weiteren kam es immer wieder bei kleineren Scharmützeln zum Feindkontakt.
Während der Dienstzeit hatten vier verschiedene Offiziere die Leitung über das Regiment: Oberst Oliver O. Howard; Oberstleutnant Isaac N. Tucker; Major Henry G. Staples.
Von März 1862 bis Anfang April 1864 war das Regiment der ersten Division des 3. Corps der Potomac Armee unterstellt. Kurz nachdem General Grant im März 1864 das Oberkommando über die Armee der Union bekommen hatte, wurde das 3. Corps aufgelöst und das Regiment dem 2. Corps unterstellt. Am 2. Juli 1863 erhielt das Regiment bei der Schlacht von Gettysburg seine schwerste Aufgabe. Von den ursprünglich circa 1.000 Mann, welche 1861 aus Maine marschierten, waren nur noch 196 kampffähige Soldaten und 14 einsatzbereite Offiziere verblieben. Bei dem Auftrag, gemeinsam mit 100 Berdan Scharfschützen die Positionen der Konföderierten vor dem 3. Corps aufzuklären, kam es zu einem Aufeinandertreffen mit feindlichen Soldaten. Bei dem folgenden Scharmützel wurden mehrere Soldaten des Regimentes getötet oder verwundet.
Am selben Tag rückte das gesamte Corps unter Führung von General Sickles entgegen den Anweisungen des Oberbefehlshabers General Meade auf eine kleine Anhöhe vor und nahm eine ungeschützte Position vor den Linien der Unionsarmee ein. Im folgenden Gefecht nahe Peach Orchard stemmte sich das Regiment gemeinsam mit drei weiteren Einheiten aus anderen Brigaden verzweifelt gegen die anrückenden Angriffe der Konföderierten. Dabei wurden die Soldaten durch Longstreets Corps beinahe eingekesselt, ehe sich das Regiment zurückzog. Die gesamte Kompanie K wurde dabei getötet oder geriet in Gefangenschaft.
Durch diesen Einsatz hatte das Regiment gemeinsam mit den anderen Regimentern den Unionslinien Zeit verschafft, um deren linke Flanke zu verstärken. Ob diese Tatsache zum Sieg in der Schlacht geführt hat, wird von Historikern bis heute diskutiert.
Am Abend nach dem Gefecht hatte das Regiment noch 97 einsatzfähige Soldaten.
Nachdem im Juni 1864 die meisten Männer ihre drei Jahre in der mittlerweile stark dezimierten Einheit abgeleistet hatten, wurde das Regiment am 28. Juni aufgelöst. Die Einheit verfügte zu diesem Zeitpunkt lediglich über 17 Offiziere und 176 Soldaten. 64 der „Alten Hasen“ schrieben sich erneut für den Militärdienst ein und kamen unmittelbar vor der Schlacht von Cold Harbor zusammen mit den für die Gefallenen nachgerückten Rekruten zum 17th Maine Volunteer Infantry Regiment.
Als das 17th Maine am 10. Juni 1865 aufgelöst wurde, hatten viele der Veteranen vom 3rd Maine bereits vier Jahre gedient. Von dem ursprünglichen Offiziersstab kehrte lediglich der Veteran Hauptmann Moses B. Lakeman aus dem Krieg zurück.

## Gefechtsteilnahmen während des Amerikanischen Bürgerkrieges
- Erste Schlacht am Bull Run, Virginia – 21. Juli 1861
- Bailey's Cross Roads, Virginia – 28. August 1861.
- Yorktown, Virginia – 5. April – 4. Mai 1862 (Halbinsel-Feldzug)
- Williamsburg, Virginia – 4. Mai 1862 (Halbinsel-Feldzug)
- Seven Pines, Virginia – 31. Mai 1862 (Halbinsel-Feldzug)
- White Oak Swamp, Virginia – 30. Juni 1862 (Halbinsel-Feldzug)
- Malvern Hill, Virginia – 1. Juli 1862 (Halbinsel-Feldzug)
- Zweite Schlacht am Bull Run, Virginia – 29.–30. August 1862
- Chantilly, Virginia – 1. September 1862 (Second Bull Run Campaign)
- Fredericksburg, Virginia – 13. Dezember 1862
- Chancellorsville, Virginia – 1.–4. Mai 1863
- Gettysburg, Pennsylvania – 1.–3. Juli 1863
- Wapping Heights, Virginia – 21.–23. Juli 1863 (Bristoe-Feldzug)
- Catlett's Station, Virginia – 14. Oktober 1863 (Bristoe-Feldzug)
- Kelly's Ford, Virginia – 7. November 1863 (Bristoe-Feldzug)
- Orange Grove, Virginia – 26. November 1863 (Bristoe-Feldzug)
- Mine run, Virginia – 30. November 1863.
- Wilderness, Virginia – 5.–7. Mai 1864
- Spottsylvania, Virginia – 7.–20. Mai 1864
- North Anna, Virginia – 23.–27. Mai 1864.
- Totopotomy, Virginia – 26.–30. Mai 1864.
- Zweite Schlacht von Cold Harbor, Virginia – 31. Mai – 12. Juni 1864

## Verluste
Von den insgesamt 1586 Soldaten, welche im 3rd Maine gedient hatten, starben 134 auf dem Schlachtfeld oder erlagen ihren Verletzungen. Weitere 140 starben infolge von Krankheiten und 33 kamen nicht mehr aus der Gefangenschaft zurück.

## Weiterführende Informationen
- http://www.thirdmaine.org/PDF%20files/3rdMEshort-hist.pdf
- http://www.maine.gov/tools/whatsnew/index.php?topic=arccwunits&id=69317&v=article
- http://www.civilwarindex.com/armyme/3rd%20me%20infantry.html